# Резьба по кости
Резьба по кости — вид декоративно-прикладного искусства.
В России распространен главным образом в Северных регионах: Архангельская область (холмогорская резная кость), Ямало-Ненецкий автономный округ (ямальская резная кость), город Тобольск (тобольская резная кость), Якутия и Чукотка (чукотская резная кость), а также Московская область (хотьковская резная кость).

## Материал
В резьбе по кости используются: бивень мамонта, зуб кашалота, клык моржа, лосиный рог, олений рог, цевка (простая животная кость).

## Инструменты
Инструменты для обработки кости — бормашина и штихеля.

## Костяное кружево
Костяное кружево — отдельный вид резьбы по кости, при котором косторез делает сквозные отверстия, которые складывают в причудливый и изящный узор. Кости животных — идеальный материал для прикладного народного творчества. Если правильно обработать слоновую кость или кости моржа, то из них опытный мастер способен вырезать поистине красивую вещь, которая сможет радовать своего владельца долгие годы. Как можно догадаться, искусство это  весьма кропотливое. В древности из кости умельцы создавали броши, браслеты, гребни, украшения для оружия. Также из кости вырезали кружево для оклейки коробов, ящиков, комодов, делали шкатулки, крестики, ножи, и даже портреты. Наиболее распространенными в косторезном деле в разное время были два вида орнамента: геометрический, построенный на сочетании циркульных кривых и прямых линий, растительный, представляющий собой изображение растений. Поделки из кости находят в археологических раскопках довольно часто, но ученые отмечают, что особенно интересные изделия относятся к XVII—XVIII векам. Именно тогда резьба по кости достигла особого расцвета. В наше время, наряду с изделиями из оленьего меха, резьба по кости сохранилась в качестве художественного промысла народов Севера. Сегодня, когда многие вещи делаются из пластика, так приятно взять в руки украшения, покрытые тончайшим костяным кружевом, что хранит тепло рук мастера. Прекрасные примеры кружевной резки по кости прошлых веков сегодня можно наблюдать в музеях всего мира.